# Martin Plachta
Martin Plachta (* 18. listopadu 1970) je bývalý český fotbalista, obránce.

## Fotbalová kariéra
V československé a české lize hrál za FC Vítkovice a FC Karviná. Nastoupil celkem ve 132 utkáních a dal 6 gólů. Ve druhé lize nastoupil v 78 utkáních a dak 11 gólů.

## Ligová bilance
| Ročník                                   | Zápasy | Góly | Klub         |
| ---------------------------------------- | ------ | ---- | ------------ |
| 1. československá fotbalová liga 1989/90 | 19     | 1    | FC Vítkovice |
| 1. československá fotbalová liga 1990/91 | 23     | 1    | FC Vítkovice |
| 1. československá fotbalová liga 1991/92 | 13     | 0    | FC Vítkovice |
| 1. československá fotbalová liga 1992/93 | 15     | 1    | FC Vítkovice |
| 1. česká fotbalová liga 1993/94          | 22     | 2    | FC Vítkovice |
| 1. česká fotbalová liga 1996/97          | 20     | 1    | FC Karviná   |
| Gambrinus liga 1998/99                   | 20     | 0    | FC Karviná   |
| CELKEM                                   | 132    | 6    |              |